# بيوولف (بطل)
بيوولف (بالإنجليزية: Beowulf)‏، و(/ˈbeɪəwʊlf/؛ (بالإنجليزية القديمة: Bēowulf)‏ هو بطل الجيتس الأسطوري في القصيدة الملحمية التي سميت باسمه، واحدة من أقدم قطع الأدب المتبقية في اللغة الإنجليزية.

## مخطوطة بيوولف

### الأصل في غوتالاند
كما قيل في القصيدة الملحمية، كان بيوولف ابن إيجثيو، محارب قبيلة ويغموندنغ السويدية. قتل إيجثيو هيظولاف، وهو رجل من عشيرة أخرى (تسمى وولفينغز) (وفقًا للمصادر الاسكندنافية، كانوا السلالة الحاكمة لمملكة الجيتس الصغيرة في أوسترغوتلاند). على ما يبدو، لأن الضحية من عائلة بارزة، تم نفي إيجثيو واضطر إلى البحث عن ملجأ بين الدنماركيين. دفع الملك الدنماركي هروثغار بسخاء، وأقسم إيجثيو اليمين.
كان إيجثيو في خدمة ملك الجيتس هريثيل، الذي تزوج ابنته. كان لديهم بيوولف، الذين نشأ مع الجيتس. كان بريكا صديق الطفولة لبيوولف ومن المفترض أنهم كانوا سكان جزيرة برانو، مستلقين على ساحل فستريوتلاند في كاتيغات. سيكون هذا موقعاً واقعياً لصديق الطفولة لبيوولف، وتصف القصيدة مسابقة سباحة بينهما.

### زيلاند وجريندل
عندما تم ترويع الملك هروثغار وزوجته ويلثو ومكانه من قبل جريندل، غادر بيوولف غوتالاند (غرب غوتالاند) وأبحر إلى زيلاند مع أربعة عشر محارباً. خلال الليل، وصل جريندل لمهاجمة الرجال النائمين والتهم أحد أفراد الجيتس قبل الاستيلاء على بيوولف. بما أنه لا يوجد سلاح من صنع الإنسان يمكن أن يضر جريندل، قاتل بيوولف مرة أخرى بيديه العاريتين ومزق ذراع الوحش. هرب جريندل إلى المستنقع ليموت من جرحه، وتم ربط ذراعه بجدار هورويت. في اليوم التالي، تم الثناء على بيوولف وقُورِنَ بيوولف مع البطل سيغموند.
ومع ذلك، خلال الليلة التالية وصلت والدة جريندل للانتقام لموت ابنها. عندما نام بيوولف في مبنى مختلف لم يستطع إيقافها. قرر أن ينزل إلى المستنقع لقتلها. قاتلوا بجانب جثة جريندل، وفاز بيوولف أخيراً بمساعدة سيف عملاق مسحور سُرِق من الصندوق الخشبي.

### العودة إلى غوتالاند والمملكة والموت
بعد عودة بيوولف إلى غوتالاند، شارك بيوولف في غارة تاريخية ضد الفرنجة مع ملكه هايجلاك. توفي هايجلاك خلال الغارة، وسبح بيوولف إلى المنزل بدرع كامل. بالعودة إلى غوتالاند، عرضت الملكة Hydd على بيوولف العرش لكن بيوولف رفض لصالح الأمير الشاب Heardred. ومع ذلك، استقبل Heardred اثنين من الأمراء السويديين، إيدجيلز وإينموند الذين أفادوا بأنهم فروا من عمهم أونييلا الذي نال العرش السويدي. أدى ذلك إلى غزو سويدي قُتِل فيه Heardred. تم بعد ذلك إعلان بيوولف ملكاً وقرر الانتقام لـ Heardred ومساعدة Eadgils ليصبح ملكاً للسويد.
ربما كان الحدث الذي قُتل فيه Onela حدثاً تاريخياً. على الرغم من أنه تم ذكره لفترة وجيزة فقط في بيوولف، فإنه يرد ذكره على نطاق واسع في العديد من المصادر الاسكندنافية حيث يطلق على الحدث اسم «معركة على الجليد في بحيرة فانيرن».
حكم بيوولف الجيتس لمدة 50 عاماً، حتى تم ترويع عالمه من قبل تنين ينفث النار بعد أن سرق لص كوباً ذهبياً من كنزه. بعد مهاجمة التنين نظائره دون جدوى، قرر بيوولف متابعة الوحش في مخبأه في Earnanæs، لكن فقط قريبه الشاب السويدي ويغلاف تجرأ على الانضمام إليه. كُسِر سيف بيوولف. لكنه وجه للتنين ضربة موته بخنجره. أُصيب بيوولف بجروح قاتلة بسبب لدغة التنين السامة. ذهب إليه ويغلاف وحمله وهو يموت، ومع أنفاسه الأخيرة قال ويغلاف وريثه الشرعي. أُحرق جسده على محرقة جنازة، ودُفن رماده في جثوة بجانب البحر.